# Procida
|  | Per a altres significats, vegeu «Procida (desambiguació)». |

Procida és un municipi italià de la Ciutat metropolitana de Nàpols, a la regió de la Campània.
Està densament poblat (11.000 habitants en només 4 km²) i la ciutat de Procida al nord-est està formada per diversos nuclis dels quals hi ha Corricela, Sancio i Terra Murata; al sud-oest hi ha el llogaret de Chiaolella.
El territori municipal abasta íntegrament l'illa de Procida i el veí illot de Vivara (0,4 km²), dues illes del golf de Nàpols pertanyents al grup de les Illes Flegrees.
La seva economia es basa principalment en el cultiu de cítrics (majoritàriament llimones, i el licor conegut com a limoncello), la pesca i el turisme.